# Nathan Bishop
Nathan James Bishop (Hillingdon, 1999. október 15. –) angol utánpótlás-válogatott labdarúgó, az AFC Wimbledon játékosa. Posztját tekintve kapus.

## Pályafutása

### Klubcsapatokban

#### Southend United
Bishop fiatal korában csatlakozott a Southend Unitedhez. A 2016–17-es szezon végén a felnőtt csapat keretébe is bekerült, de pályára nem lépett. Az angol Premier League számos csapatának a figyelmét felkeltette teljesítményével, többek közt a Tottenham Hotspur és a West Ham United is érdeklődött iránta, de egyik csapattal sem sikerült megegyeznie, így a 2017-18-as szezont is a Southend United csapatánál kezdte meg.
2017. december 23-án debütált a Scunthorpe United elleni 3–1-es hazai veresége során, félidőben állt be a sérült Mark Oxley helyére.

#### Manchester United
2020. január 31-én aláírt a Premier League-ben szereplő Manchester United csapatához, ahol két és féléves szerződést írt alá. A 2021–2022-es idényre a negyedosztályban szereplő Mansfield Townhoz került kölcsönbe.

#### Sunderland
2023. augusztus 2-án leszerződtette a másodosztályban szereplő Sunderland.

#### Wimbledon
2025 nyarán leszerződtette a harmadosztályban újonc AFC Wimbledon.

### A válogatottban
Bishopot behívták az angol U20-as csapatba a 2019-es Touloni Ifjúsági Torna ideje alatt, miután Ryan Schofield megsérült. 2019. június 11-én debütált a csapatban Guatemala korosztályos csapata ellen, egy 4-0-ra megnyert mérkőzésen. 

## Statisztika
2022. május 28-án frissítve.
| Klub                        | Szezon         | Bajnokság     | Bajnokság | FA-kupa       | FA-kupa | Ligakupa      | Ligakupa | Egyéb         | Egyéb | Összesen      | Összesen |
| Klub                        | Szezon         | Pályára lépés | Gól       | Pályára lépés | Gól     | Pályára lépés | Gól      | Pályára lépés | Gól   | Pályára lépés | Gól      |
| --------------------------- | -------------- | ------------- | --------- | ------------- | ------- | ------------- | -------- | ------------- | ----- | ------------- | -------- |
| Southend United             | 2016–17        | 0             | 0         | 0             | 0       | 0             | 0        | 0             | 0     | 0             | 0        |
| Southend United             | 2017–18        | 1             | 0         | 0             | 0       | 0             | 0        | 0             | 0     | 1             | 0        |
| Southend United             | 2018–19        | 18            | 0         | 0             | 0       | 0             | 0        | 3             | 0     | 21            | 0        |
| Southend United             | 2019–20        | 12            | 0         | 1             | 0       | 2             | 0        | 2             | 0     | 17            | 0        |
| Southend United             | Összes         | 31            | 0         | 1             | 0       | 2             | 0        | 5             | 0     | 39            | 0        |
| Manchester United           | 2019–20        | 0             | 0         | 0             | 0       | 0             | 0        | 0             | 0     | 0             | 0        |
| Manchester United           | 2020–21        | 0             | 0         | 0             | 0       | 0             | 0        | 0             | 0     | 0             | 0        |
| Manchester United           | 2021–22        | 0             | 0         | 0             | 0       | 0             | 0        | 0             | 0     | 0             | 0        |
| Manchester United           | Összes         | 0             | 0         | 0             | 0       | 0             | 0        | 0             | 0     | 0             | 0        |
| Manchester United U21       | 2020–21        | —             | —         | —             | —       | —             | —        | 1             | 0     | 1             | 0        |
| Mansfield Town (kölcsönben) | 2021–22        | 46            | 0         | 3             | 0       | 1             | 0        | 3             | 0     | 53            | 0        |
| Karrier Összes              | Karrier Összes | 77            | 0         | 4             | 0       | 3             | 0        | 9             | 0     | 93            | 0        |

## Fordítás
Ez a szócikk részben vagy egészben  a   Nathan Bishop című angol Wikipédia-szócikk fordításán alapul.  Az eredeti cikk szerkesztőit annak laptörténete sorolja fel. Ez a jelzés csupán a megfogalmazás eredetét és a szerzői jogokat jelzi, nem szolgál a cikkben szereplő információk forrásmegjelöléseként.

## További linkek
- Nathan Bishop pályafutásának statisztikái a Soccerbase oldalon (angolul)

- Nathan Bishop adatlapja a Soccerway oldalon (angolul)